# 卡雷尔·内费
卡雷尔·内费（捷克語：Karel Neffe，1948年7月6日—2020年2月13日），捷克男子赛艇运动员。他曾代表捷克斯洛伐克参加1972年、1976年和1980年夏季奥林匹克运动会赛艇比赛，其中1972年奥运会获得一枚铜牌。